# ۱۰۹۲ (قمری)
۱۰۹۲ (قمری)، هزار و نود و دومین سال در گاهشماری هجری قمری است. اول محرم این سال برابر با بیست و یکم ژانویه سال ۱۶۸۱ میلادی است.